# Magda Goebbels
Johanna Maria Magdalena "Magda" Goebbels (11 tháng 11 năm 1901 – 1 tháng 5 năm 1945) là vợ của Bộ trưởng Bộ Thông tin Quần chúng và Tuyên truyền của Đức Quốc xã Joseph Goebbels. Một thành viên xuất chúng trong Đức quốc xã, Magda Goebbels là trợ thủ đắc lực và chính khách ủng hộ Adolf Hitler.
Khi Berlin bị bao vây bởi Hồng quân Liên Xô trong giai đoạn cuối Thế chiến thứ 2, bà đã giết chết 6 đứa con của mình và chồng, sau đó tự sát.